# Eudistoma mucosum
Eudistoma mucosum är en sjöpungsart som först beskrevs av Richard von Drasche-Wartinberg 1883.  Eudistoma mucosum ingår i släktet Eudistoma och familjen Polycitoridae. Inga underarter finns listade i Catalogue of Life.